# Prijs van de Vlaamse Gemeenschap voor Jeugdliteratuur
De Prijs van de Vlaamse Gemeenschap voor Jeugdliteratuur bekroont om de drie jaar het beste Nederlandstalige jeugdboek van een Vlaams auteur dat in de betrokken periode werd gepubliceerd en op een opmerkelijke wijze door zijn kwaliteit in de aandacht kwam.
De prijs werd oorspronkelijk bij Koninklijk Besluit van 23 december 1971 opgericht als Driejaarlijkse Staatsprijs voor Jeugdliteratuur. Sinds 1989 is het de Prijs van de Vlaamse Gemeenschap. Sinds 2004 is deze prijs een van de driejaarlijkse literatuurprijzen die behoren tot de Vlaamse Cultuurprijzen.

## Laureaten

### Staatsprijs voor Jeugdliteratuur
- 1971 - René Struelens (1928-2003) - Vlucht langs de Anapoer
- 1974 - Guido Staes (1932-2011) - De kinderen van de vrede
- 1977 - niet toegekend
- 1980 - Mireille Cottenjé - Er zit muziek in de lucht
- 1983 - Henri Van Daele - Pitjemoer
- 1986 - Mariette Vanhalewijn - Kleine Adam

### Prijs van de Vlaamse Gemeenschap
- 1989 - Johan Ballegeer - Geen meiden aan boord
- 1992 - Ed Franck - Zomer zeventien
- 1995 - Gregie De Maeyer - Fietsen
- 1998 - Bart Moeyaert - Blote handen
- 2001 - Ed Franck - Mijn zus draagt een heuvel op haar rug
- 2004 - Gerda Dendooven - Mijn mama
- 2007 - André Sollie - Een raadsel voor Roosje
- 2011-2012 - Els Beerten - Allemaal willen we de hemel